# 내촌초등학교 (강원)
내촌초등학교는 대한민국 강원특별자치도 홍천군 내촌면 도관리에 있는 공립 초등학교이다.

## 학교 연혁
- 1929년 11월 29일 설립인가
- 1930년 4월 1일 내촌공립보통학교 개교
- 1938년 4월 1일 내촌공립심상소학교로 개칭
- 1941년 4월 1일 내촌공립국민학교로 개칭
- 1981년 3월 19일 병설유치원 개원
- 1994년 3월 1일 와야분교장 본교로 편입
- 1996년 3월 1일 내촌초등학교로 개칭
- 1999년 3월 1일 연지분교장 통합
- 1999년 9월 1일 협성분교장, 대봉분교장 통합
- 2008년 2월 15일 제76회 졸업(4,648명)
- 2008년 9월 1일 제29대 김영진 교장 부임
- 2009년 2월 13일 제77회 졸업(4,661명)
- 2009년 3월 1일 와야분교장 통합

## 참고 자료
- 내촌초등학교 - 한국교육학술정보원 학교알리미